# Daniel Rowland

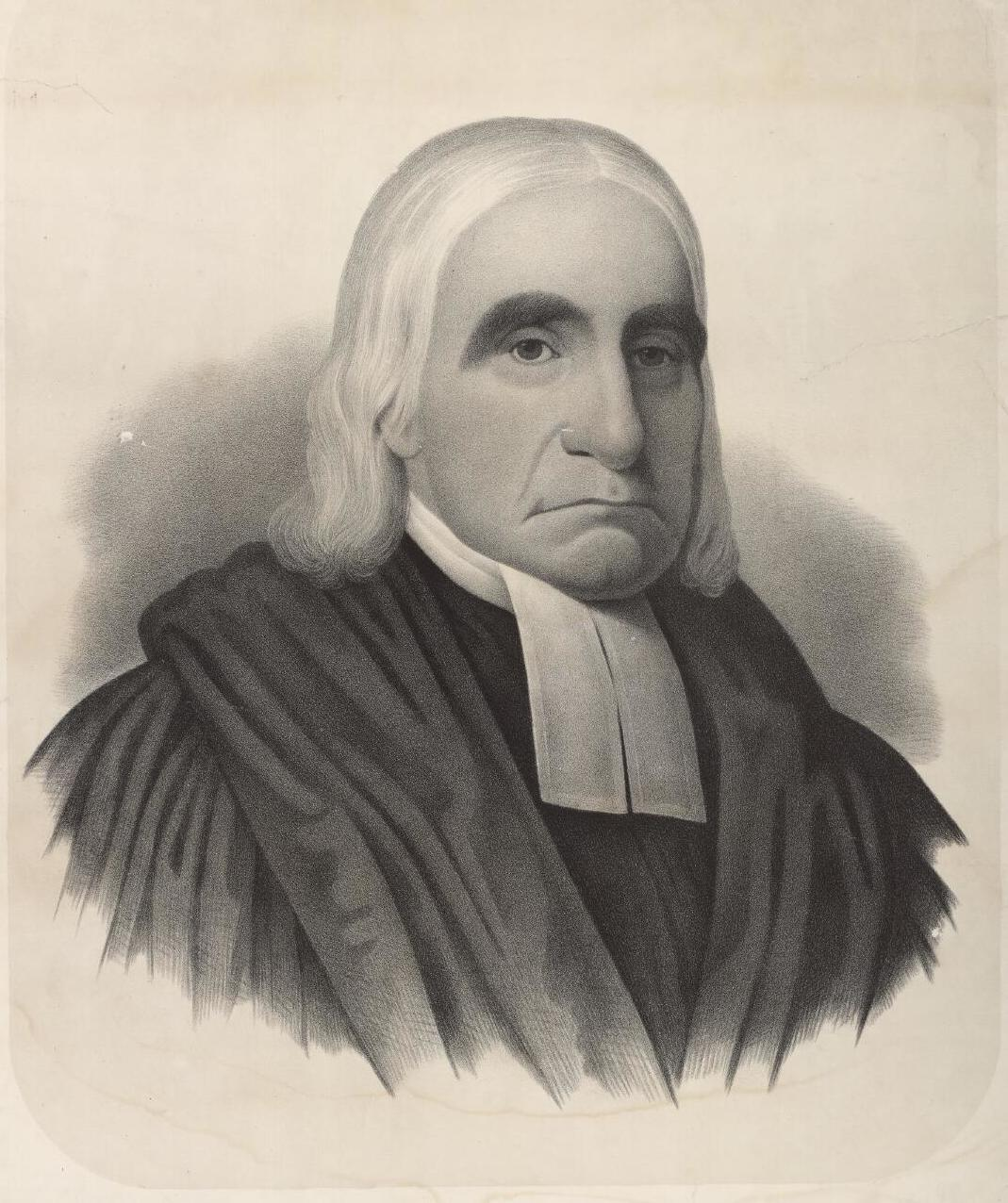
Daniel Rowland

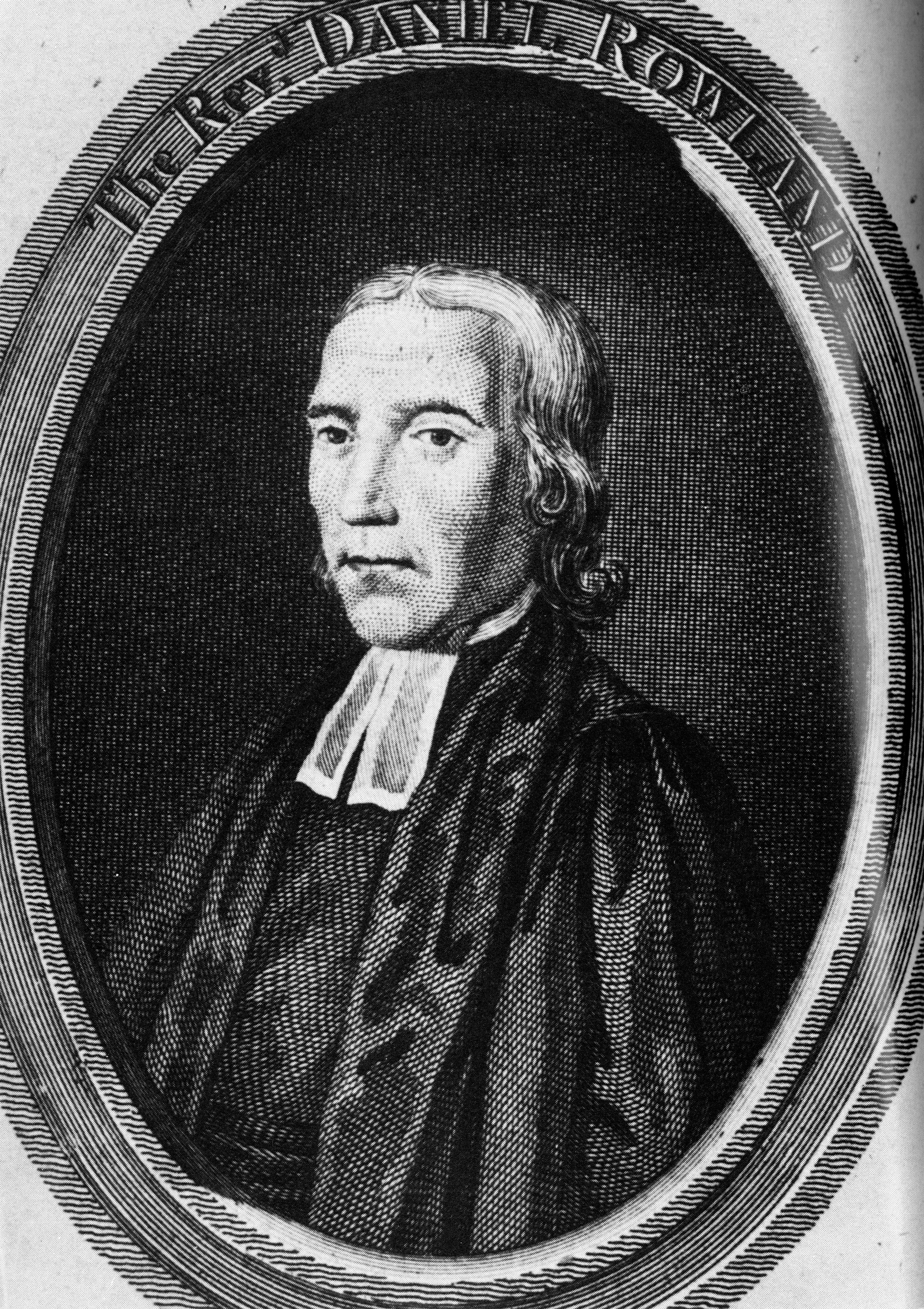
Daniel Rowland

Daniel Rowland (auch: Rowlands; * ca. 1711 (1713); † 16. Oktober 1790) war zusammen mit Howell Harris und William Williams einer der bedeutendsten Führer des methodistischen Erweckung in Wales im 18. Jahrhundert. Sein Geburtsdatum ist bisher unbekannt, einige Forschungsergebnisse deuten darauf hin, dass er 1711 geboren wurde.

## Wirken
Rowland war Kurat in den Pfarreien Nantcwnlle und Llangeitho, Ceredigion. Er war ein begabter Prediger und machte Llangeitho als ein Zentrum des Calvinistischen Methodismus in Wales bekannt.
1763 wurde ihm sein Posten in Nantcwnlle von den Vorgesetzten der Anglikanischen Kirche entzogen, was zu Protesten der Gemeindeglieder führte. Daraufhin richtete er in Llangeitho eine methodistische "cause" ein.
In seinen frühen Jahren waren seine Predigten erschütternd. Er legte darin viel Gewicht auf die Darstellung des Gerichts Gottes. Im Laufe seines Dienstes wurde er gütiger und legte den Schwerpunkt stärker auf die Rettungstat Jesu Christi am Kreuz.

## Familie
Bekannt ist seine Urgroß-Enkelin Anne Adalisa Puddicombe (Allen Raine), eine walisische Schriftstellerin.

## Werke
- Eleven sermons, upon practical subjects: Preached at the New Church in Langeitho, South Wales; By the Rev. Mr. Daniel Rowland: and now attempted to be translated from the original British.
- Pum pregeth ar y testunau canlynol, 1772.
- Tair pregeth a bregethwyd yn yr eglwys newydd, gerllaw Llangeitho, 1772.